# Internationale Naturistenfederatie
De Internationale Naturisten Federatie (INF-FNI) is de overkoepelende organisatie van alle landelijke naturistenfederaties. Ook de Naturisten Federatie Nederland (NFN) en de Federatie van Belgische Naturisten (FBN) zijn bij de INF aangesloten. De INF is gevestigd in Hörsching, Oostenrijk. In totaal zijn er dertig nationale naturistenfederaties bij de INF aangesloten. Al deze organisaties geven in samenwerking met de INF jaarlijks een INF-pas uit. Met deze pas is het mogelijk wereldwijd alle terreinen te bezoeken die zijn aangesloten bij de nationale en de internationale federatie.